# Sergio Badilla Castillo
Sergio Badilla, född i Valparaíso i Chile 30 november 1947, är skaparen av transrealismen inom poesin, efter Rudy Ruckers Science Fiction-paradigm. Han är bosatt i Sverige sedan 1976.

## Biografi
Sergio Badilla utbildade sig till journalist vid Chiles universitet i Valparaiso, och avlade en fil. kand. vid Stockholms universitet 1981. Han har varit verksam som journalist vid Sveriges Radio till 1993. Han har även skrivit drama och essäer. Badillas dikter har blivit översätta till svenska i diktantologin "Bevingade Lejon".
Sergio Badilla var medlem i den litterära gruppen Taller i Stockholm som bildades 1976 och som även bestod av poeterna Sergio Infante, Adrian Santini och Carlos Geywitz. Badilla är medlem också i Chilenska Författarförbundet.
År 1989 organiserade han tillsammans med författaren Sun Axelsson en latinamerikansk poesifestival i Stockholm kallad "La generación del 70" (Sjuttiotalisterna), som samlade latinamerikanska och chilenska poeter från olika delar av världen.
Badilla är verksam som kulturkritiker och lärare i journalism vid flera chilenska universitet. Sedan 1972 har han gett ut sju diktsamlingar och översatt ett antal böcker, poesi och drama, från svenska, engelska, franska, norska och italienska till spanska.

## Stil
Sergio Badillas poesi, från början surrealistisk, är ofta av experimentell och intellektuell karaktär, full av talspråksvändningar, ironi och ömhet. Hans lyriska språk har en underfundig kortprosa och estetiska reflexioner med ett engagerat tonfall.